# Elizabeth Mongudhi
Elizabeth Mongudhi (* 15. Juni 1970 in Südwestafrika; verheiratete Elizabeth Leino) ist eine ehemalige namibische Langstreckenläuferin.
Mongudhi lebt seit 2004 in Tampere in Finnland und hat die Tochter ihrer verstorbenen Schwester adoptiert.

## Karriere
1998 stellte Mongudhi beim Rotterdam-Marathon mit 2:36:44 Stunden einen Landesrekord auf und wurde Dritte beim Marathon der Commonwealth Games in Kuala Lumpur. 2004 und 2005 gewann sie den Marathon de la Liberté in Caen. 
Zweimal trat sie bei olympischen Marathons an. 1996 in Atlanta kam sie auf den 59. Platz, 2000 in Sydney erreichte sie nicht das Ziel. Ebenfalls zweimal startete sie bei Leichtathletik-Weltmeisterschaften über die 42,195-km-Distanz: 1999 in Sevilla belegte sie Rang 27, 2001 in Edmonton lief sie auf dem 36. Platz ein.
1994 trat sie bei den Commonwealth Games über die 3000 Meter für England an. Vier Jahre später gewann sie für Namibia bei den Commonwealth Games 1998 in Kuala Lumpur die Bronzemedaille, 2002 kam sie auf den zehnten Rang.

## Persönliche Bestzeiten
- 5000 m: 16:28,8 Minuten, 17. April 1999, Walvis Bay
- 10.000 m: 33:42,19 Minuten, 25. Juli 1999, Windhoek (namibischer Rekord)
- Marathon: 2:36:44 Stunden, 19. April 1998, Rotterdam